# Остравице
Остравице (чеш. Ostravice) — река в Чехии (Моравскосилезский край), правый приток Одры. Площадь водосборного бассейна — 827,4 км².
Высота истока — 521 м над уровнем моря. Высота устья — 204 м над уровнем моря.
В верхнем течении реки Остравицы расположено водохранилище Шанце, являющееся резервуаром питьевой воды для нижележащего региона.
На реке расположены города Фридлант-над-Остравици, Фридек-Мистек и Острава.